# Mark Edward
Mark Edward (ur. jako Mark Edward Wilson 19 maja 1951 w Los Angeles, zm. 4 sierpnia 2024) – profesjonalny mentalista, który specjalizuje się w magii umysłu. Napisał kilka książek na temat mentalizmu i seansów spirytystycznych i występował jako główny konsultant lub jako główny wykonawca w tak różnorodnych programach jak Biography: Houdini, the Great Escape (kanał A & E), The Other Side i Psychic Secrets Revealed (NBC), Mysteries, Magic and Miracles (The Sci-Fi Channel), Forces Beyond (Discovery Channel) i w dwóch odcinkach programu Exploring the Unknown stacji The Learning Channel. Jego występ jako medium w odcinku pilotowym serialu telewizyjnego Penn & Teller’s Bullshit! pt. Speaking with the Dead pomógł zdobyć nominację do Nagrody Emmy dla tego programu w 2002 r.

## Wczesne lata
Mark Edward zainteresował się magią dzięki dziadkowi George’owi Schaefferowi, który był graczem karcianym i amatorskim iluzjonistą. Mark stał się jego „królikiem doświadczalnym” przy tworzeniu wielu sztuczek magicznych. Gdy miał 11 lat, rozpoczął pierwsze pokazy sztuczek magicznych w szkole, dla rodziny i przyjaciół.
W wieku od 14 do 18 lat był zaangażowany muzycznie w różnych zespołach dadaistycznych w okolicy Los Angeles, w tym ZaSu Pits and the Enema Dog Review – Featuring a Walk in the Closet, Rat Salad i The Techno-Cats (który później rozdzielił się na The Brainiacs, The Suburbs i Suburban Lawns). Podczas koncertu punkowego w klubie Brave Dog w Los Angeles, gdzie występował razem z trio Steak Sinatra, został uderzony w głowę butelką i po tym incydencie zdecydował kontynuować karierę solową iluzjonisty.

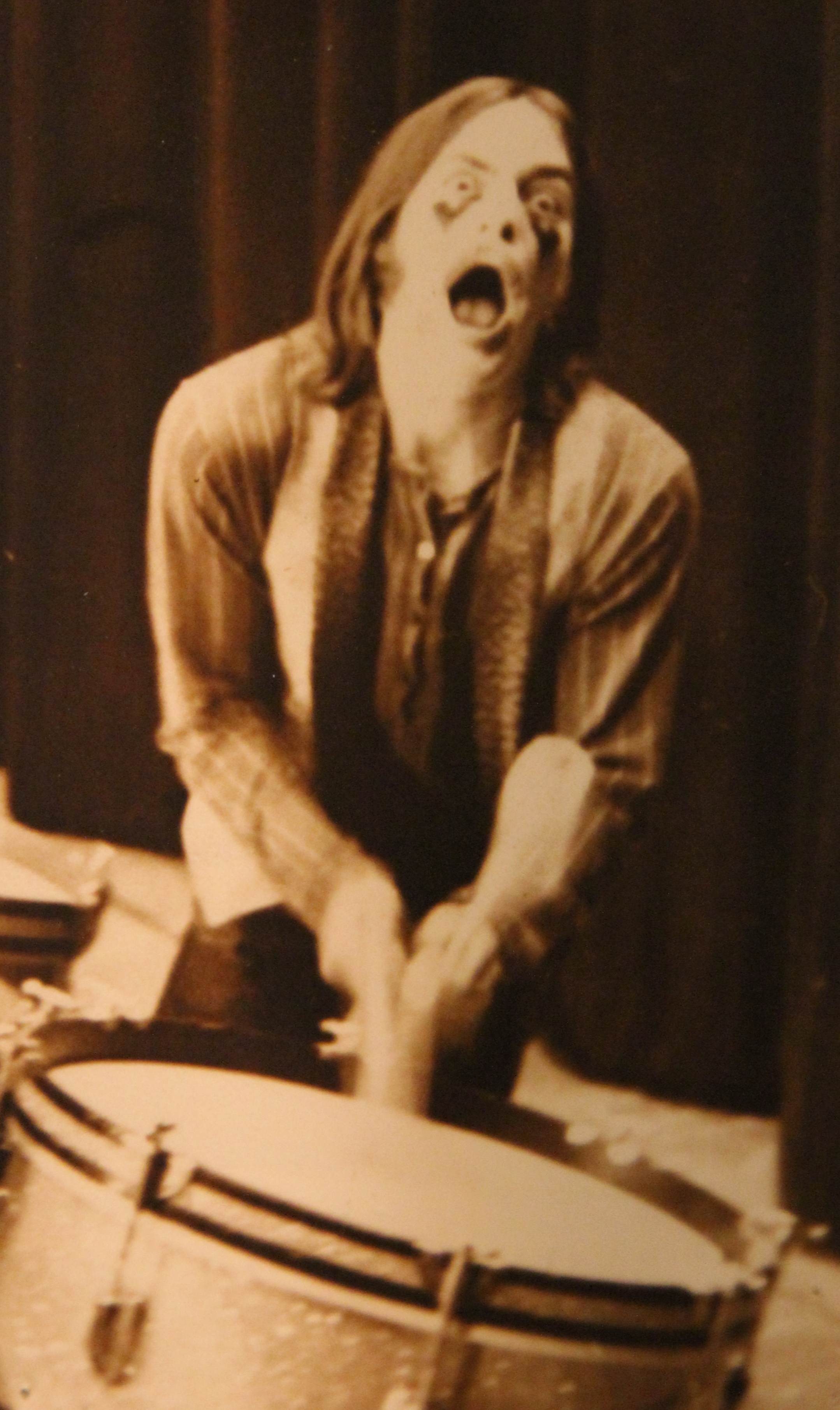
Zespół ZaSu Pits and the Enema Dog Review, 1968

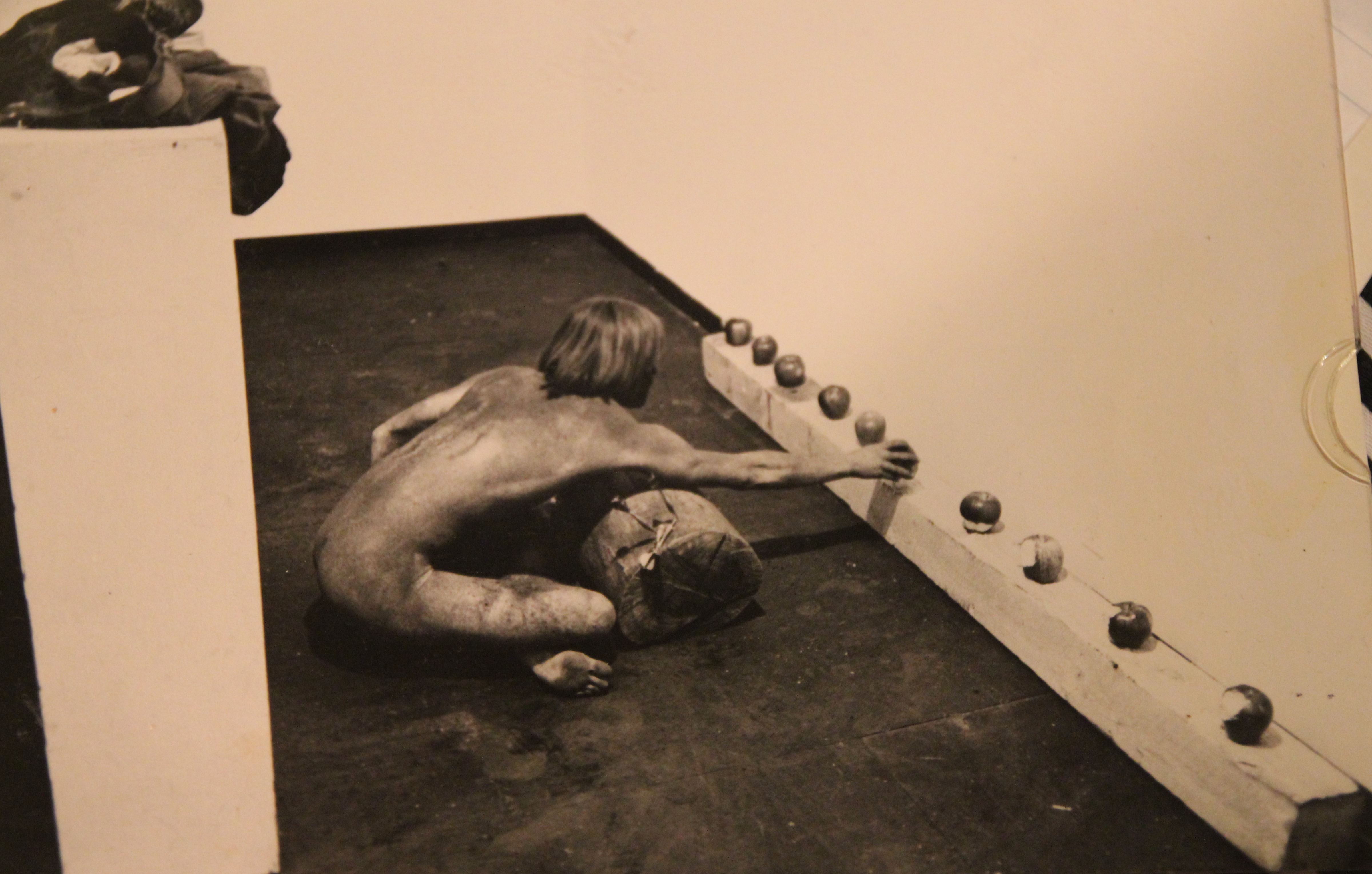
Zespół Ashes and Apples

W tym czasie studiował również sztukę konceptualną, post-studio i performance ze swoim mentorem Johnem Badessarim w California Institute of the Arts. Baldessari w dużym stopniu wpłynął na późniejszą pracę jako iluzjonista i mentalista. Wpływy te to m.in. żonglowanie, „zjadanie ognia” i wykonywanie sztuczek magicznych w miejscach publicznych, takich jak lokalne pralnie i poczekalnie.
Będąc bliski głodu jako artysta, zdał sobie sprawę, że może powrócić do swoich korzeni w iluzji magicznej i zarobić pieniądze. W 1974 roku założył grupę magiczną z kilkorgiem absolwentów California Institute of the Arts. Po kilkuletniej pracy jako magik uliczny i jako sprzedawca w Hollywood Magic Company, zdecydował, że nadszedł czas na pracę w hollywoodzkim Magic Castle.
Znudzony standardowymi sztukami magicznymi, postanowił rozwijać swoje zainteresowanie mentalizmem i pracą z „wyedukowanymi zwierzętami”, ucząc się od Ralpha Helfera, a potem od Raya Berwicka na Animal Actors Stage w Universal Studios. To szkolenie doprowadziło do jego późniejszych występów z „Jimem, cesarzem wszystkich psów” w pokazie lewitującego psa. Według Los Angeles Parkside Journal, Mark Edward powiedział wtedy: „moją ulubioną formą sztuki jest magia mentalna”.
W roku 1985 podjął pracę jako rezydent-medium (ang. Associate Resident Medium) w Magic Castle w pokoju seansów spirytystycznych Houdiniego (ang. The Houdini Séance Room). W miarę postępu pracy coraz bardziej angażował się w ruch sceptycystyczny. W 1991 roku spotkał Michaela Shermera i zaczął prowadzić wykłady w Skeptics Society. W 1992 roku przyjął posadę w redakcji magazynu Skeptic. W roku 1998 został członkiem Psychic Entertainers Association. Zrezygnował z pracy w Magic Castle w 1999, po 25 latach, z których 14 spędził w The Houdini Séance Room.

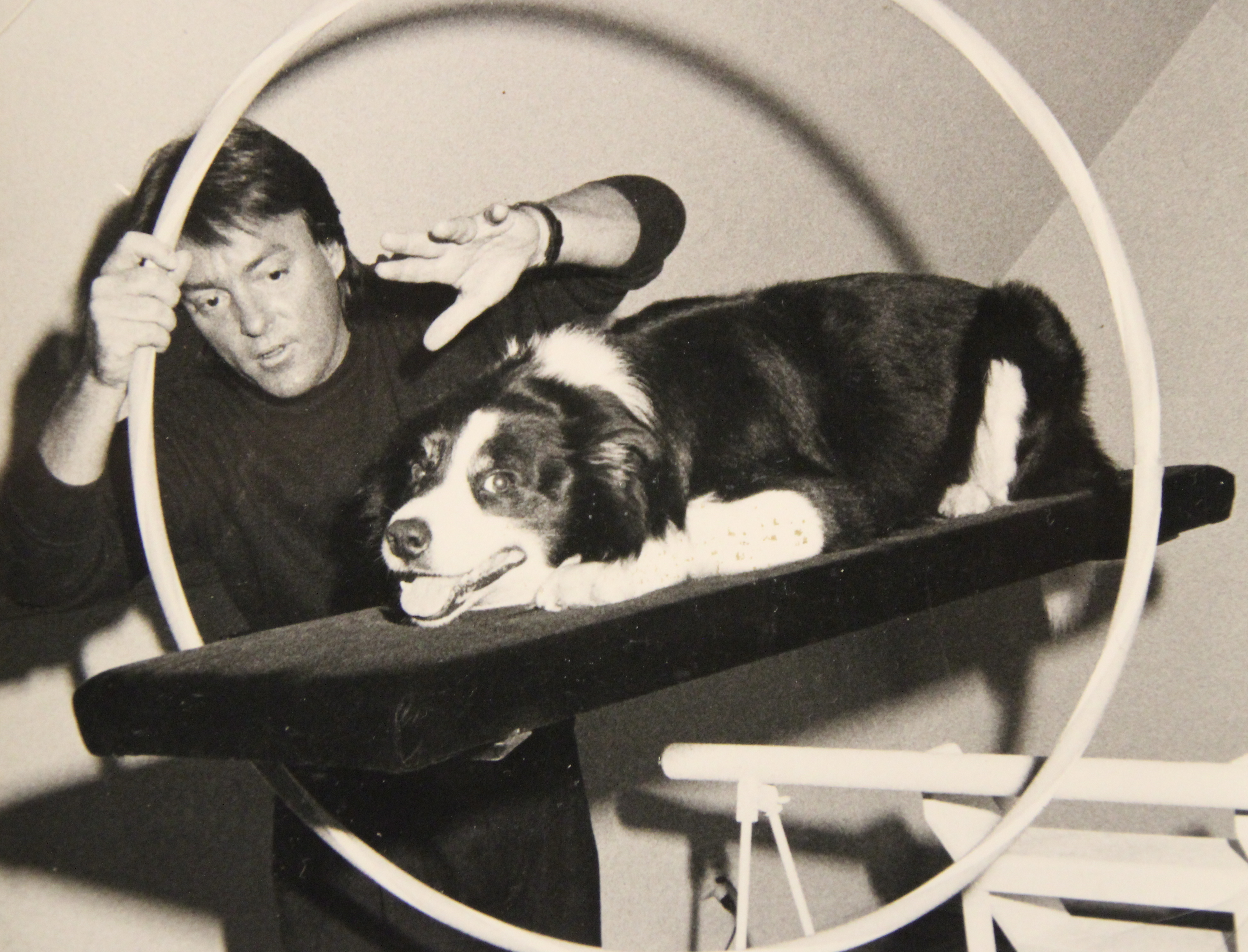
Jim – „Cesarz wszystkich psów”

## Lata jako profesjonalny mentalista
W roku 1990 Mark Edward rozpoczął pracę w sieci Psychic Friends Network. Będąc pod dużym wpływem filmów z lat trzydziestych dwudziestego wieku o oszustwach spirytystycznych, a także filmu z 1948 roku pt. Nightmare Alley, Mark Edward postanowił osiągnąć co tylko się da na rozwijającym się polu spirytystycznym i New Age. Magik Penn Jillette opisywał Marka Edwarda jako zreformowanego kanciarza (ang. con artist) podczas pilotu serialu telewizyjnego w Showtime pt. Bullshit!, ale Edward Mark temu zaprzecza. „Zawsze byłem sceptykiem, ponieważ jestem magikiem. Jeśli widzę coś w tej ręce (wskazuje na prawą rękę), automatycznie chcę wiedzieć co robi druga ręka.
W tym czasie Mark Edward pracował też przy audycjach radiowych w Hollywood i na Hawajach.
W wywiadzie w programie Good Morning America stacji ABC Mark Edward opowiada o swoich latach pracy jako profesjonalny mentalista na telefonicznych liniach premium (ang. 1-900 phone lines). Reporter Eric Noll tak cytuje Marka Edwarda: „Biznes mentalistów opiera się na kłamstwach. Nie ma sił nadprzyrodzonych. Nie można odczytywać przyszłości... Jesteśmy w złotym wieku oszustw. Są tacy, którzy chcą odebrać ci pieniądze. A ludzie po prostu chcą z kimś porozmawiać.

## Krytyka
W swojej książce Psychic Blues: Confessions of a Conflicted Medium, Mark Edward opisuje siebie jako człowieka z obu stron barykady. „Moi przyjaciele magicy – wielu z nich to sceptycy – myśleli, że zaprzedałem się spirytystom, a spirytyści myśleli, że zaprzedałem się sceptykom”. Wielu sceptyków, którzy są iluzjonistami, uważają za swój moralny obowiązek informować ludzi, że wykonują sztuczki, a nie wykorzystują jakieś nadprzyrodzone moce. Mark Edward wykorzystywał swoje doświadczenie sztukmistrza by wyjawić sztuczki szarlatanów, ale woli nie używać tej klauzuli (ang. disclaimer), broniąc się, że jego praca to czysta rozrywka. „To tak jakby wierzył, że może oszukiwać i pouczać ludzi jednocześnie”. Mark Edward w swojej książce stwierdził, że użycie klauzuli można porównać do zamawiania jedzenia w wykwintnej francuskiej restauracji i w momencie, kiedy kelner ma zacząć serwować jedzenie, pojawia się szef kuchni i mówi, że jedzenie jest z puszki. Krytycy twierdzą, że problemem nie jest to, że zniszczyłoby to zadowolenie z jedzenia. Problemem jest to, że klient zapłacił dużo za jedzenie z puszki.

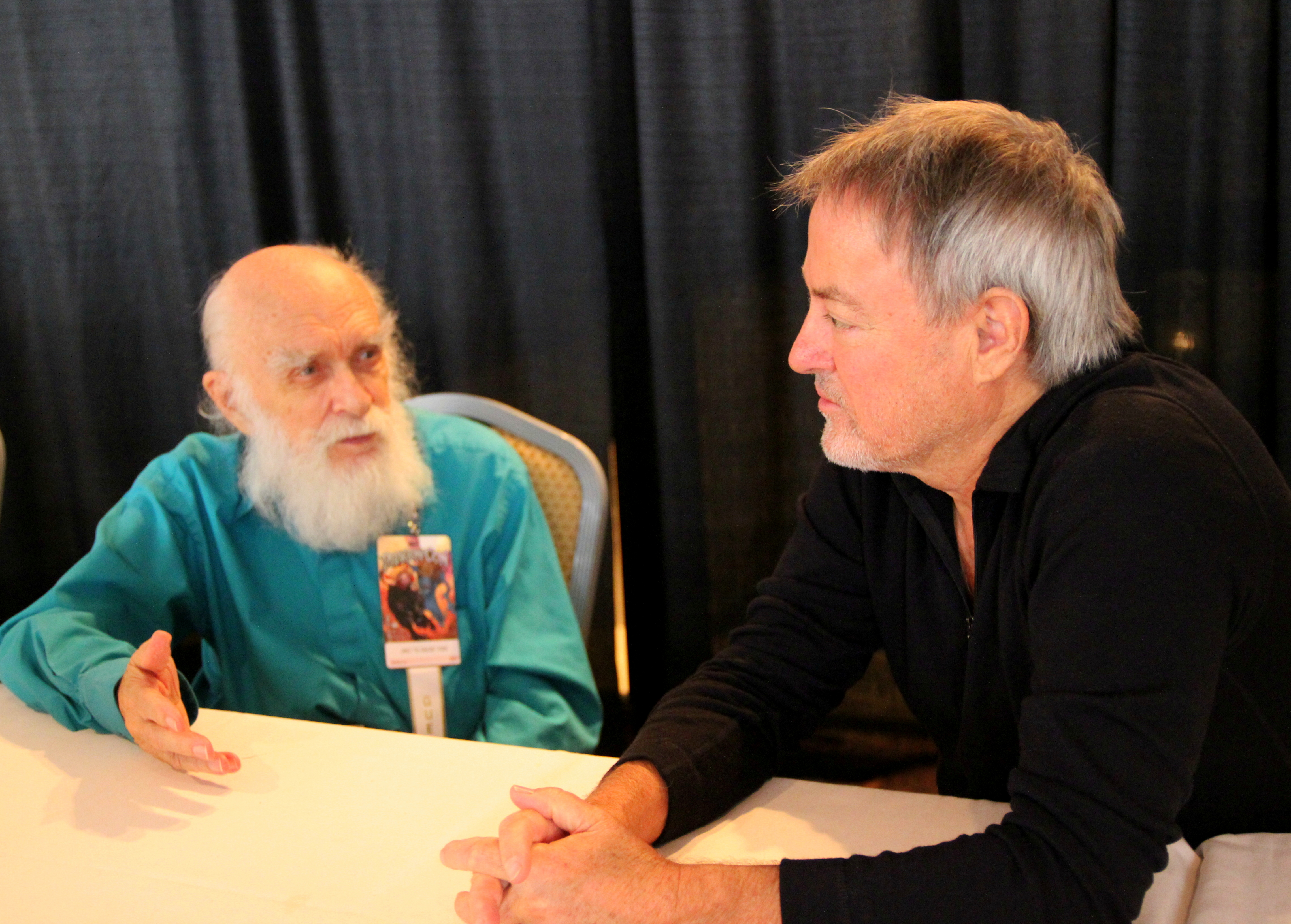
James Randi i Mark Edward na konferencji DragonCon 2012

Podczas konferencji The Amaz!ng Meeting (TAM) w 2013 roku, uczestniczył w panelu dyskusyjnym pod nazwą Magicy vs Mentaliści. Razem z nim w panelu byli Ray Hyman, Jamy Ian Swiss, James Randi, Max Maven i Banachek. Gospodarzem i moderatorem był D.J. Grothe. Ian Swiss krytykował Marka Edwarda, odnosząc się do jego stwierdzenia na stronie domowej: „Mark ani nie deklaruje się jako prawdziwy mentalista, ani nie używa żadnych klauzuli; woli, żeby ludzie sami oceniali jego pracę i dochodzili do własnych wniosków”. Ian Swiss nazwał go „sceptykiem niższej klasy” (ang. lower case skeptic) i powiedział, że nigdy nie uważał go za sprzymierzeńca w ruchu sceptycznym. Mark Edward na swoją obronę zauważył, że jego strona aż roi się od sceptycyzmu i każdy kto go zna wie, że jego praca jest wartościowa dla sceptycznego ruchu.
Podczas gdy większość magików otwarcie twierdzi, że nie mają paranormalnych zdolności, wielu mentalistów zakłada, że żadna taka klauzula nie jest potrzebna. Ray Hyman używa zwrotu „invited inference”, co oznacza, że „przedstawiasz sztuczki, jakby były prawdziwe, nie twierdząc, że masz zdolności nadprzyrodzone. Klauzula to deklaracja, że żadne nadprzyrodzone siły lub okultystyczne moce nie są w użyciu i wszystko dzieje się w sposób naturalny, wliczając w to oszustwa. James Randi i Mark Edward dyskutowali o potrzebie takiej klauzuli w mentalizmie. Przykładowa klauzula, która satysfakcjonowałaby zarówno wierzących w siły nadprzyrodzone, jak też sceptyków, mogłaby brzmieć: „Używam swoich pięciu zmysłów by stworzyć iluzję szóstego”. James Randi powiedział, że zawsze używa takich klauzul. Mark Edward powiedział, że używa innego rodzaju klauzul, w tym taką, którą nazywa „podwójnie ślepą”. To klauzula, której nie ma. Idea jest taka, by żarliwie zarzekać się, że nie ma się zdolności paranormalnych, aż do punktu, że widownia zastanawia się, co się stanie. Mówi, że od innych sceptyków odróżnia go to, że lubi pozostawić trochę tajemnicy.

## Sceptycyzm
Mark Edward bardzo angażował się w ruchy sceptyczne. Po latach pracy w sieci Psychic Friends Network, zdecydował się zdemaskować przemysł jasnowidzów, przynoszący 2 miliardy USD rocznie. Powiedział, że przemysł ten ma się najlepiej, kiedy gospodarka jest słaba. Ludzie zmieniają miejsca zamieszkania, zmieniają pracę, a nawet rozwodzą się po konsultacjach z jasnowidzami, którzy tak naprawdę nie mają żadnych zdolności. Używają specyficznych technik, by wyrażać się niejasno, przewlekle i pochlebnie. Używają ogólnych stwierdzeń, które są prawdziwe dla wszystkich. Jasnowidze na liniach telefonicznych premium zostali wytrenowani by oszukiwać dzwoniących na pieniądze. Polecono im utrzymywać ludzi na linii jak długo się da, wypytywać o ich daty urodzeń, imiona i adresy. Wtedy ich organizacja zaczyna spamować ludzi, wysyłają do nich np. listy, że są w niebezpieczeństwie i powinni natychmiast ponownie zadzwonić. Innym sposobem jest rozmowa z jasnowidzem poprzez Skype’a, kiedy klient musiał zapłacić z góry używając karty kredytowej. W ten sposób jasnowidz otrzymywał nie tylko pieniądze, ale mógł podejrzeć historię zakupów przez kartę, którą to informację wykorzystywał, by zwiększać wiarygodność podawanych informacji.

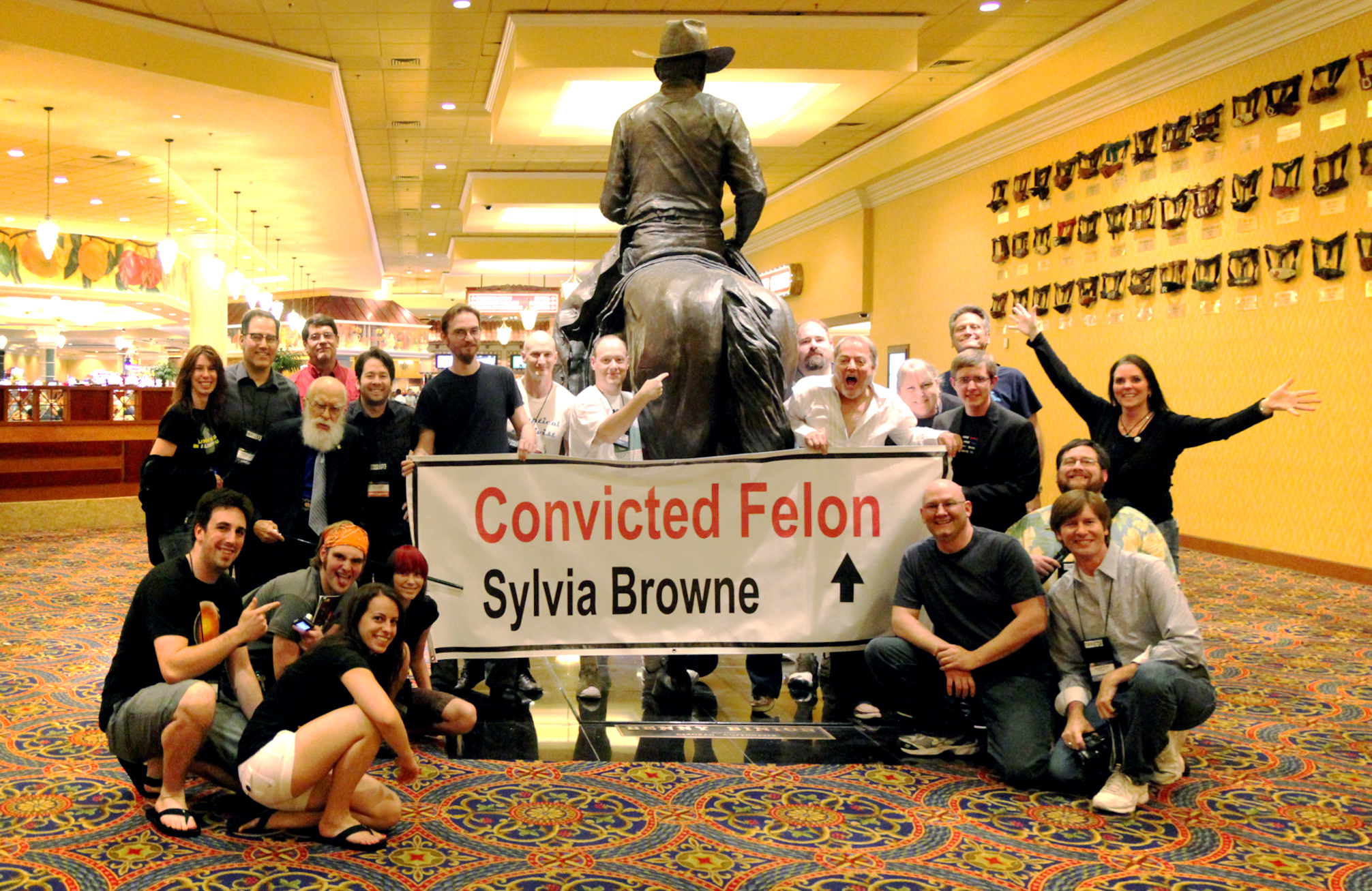
Protest przeciwko Sylvii Browne, prowadzony przez Marka Edwarda

Mark Edward często demaskował znanych jasnowidzów i techniki wykorzystywane przez nich do oszukiwania widowni. W premierowym odcinku Penn & Teller: Bullshit! zademonstrował jak telewizyjni jasnowidze – John Edward, James Van Praagh i Rosemary Altea – przekonują ludzi, że rzeczywiście rozmawiają ze zmarłymi. W programie Inside Edition pokazał jak Theresa Caputo używała podobnych technik by dać wrażenie kontaktowania się ze zmarłym. Często to, co wygląda na nadprzyrodzone zdolności, jest niczym więcej jak prostą sztuczką magiczną, tak jak w znanym tricku wyginania łyżeczek wykonywanym przez Uri Gellera. Mark Edward wykonał niektóre z kilku możliwych technik w serialu telewizyjnym Weird or What?.
Mark Edward zwrócił uwagę, że jeśli komunikacja ze zmarłymi byłaby możliwa, spirytystyczne linie telefoniczne i jasnowidze szybko by zniknęli, a naukowcy poświęciliby temu zjawisko wiele uwagi. „Co jest bardziej prawdopodobne, że ktoś rozmawia ze zmarłymi, czy że próbuje cię po prostu oszukać”, zapytał Mark Edward. Podobnego argumentu użył przeciwko nawiedzonym domom: Gdybyśmy mogli udowodnić istnienie duchów, byłoby to największym naukowym osiągnięciem w historii i nie płacilibyśmy 20 dolarów za wycieczkę na Hollywood ghost tour.
Pomimo starań, by zdemaskować oszustwa jasnowidzów, Mark Edward zauważył, że przekonań niektórych ludzi nie da się zmienić. Pomimo przedstawienia się jako nieprawdziwy jasnowidz w programie Jeff Probst Show, jedna osoba z widowni prosiła go o wróżbę. W programie telewizyjnym Pułapki umysłu, Mark Edward zademonstrował, że plansza Ouija jest kontrolowana przez żywych uczestników, a nie przez kogoś, kto umarł. Mimo wszystko niektórzy z widzów przekonani byli, że otrzymał informacje zza grobu.
Mark Edward powiedział, że zawsze był sceptykiem. Gdy pracował na liniach premium, był w tym czasie w zespole redakcyjnym czasopisma Skeptic Magazine. Był też członkiem zespołu w pilocie serialu telewizyjnego The Skeptologists, gdzie pracował z Yau-Man Chan, Stevenem Novellą, Philem Plaitem, Kirsten Sanford, Michaelem Shermerem i Brianem Dunningiem. Program nigdy nie wszedł na wizję.
Mark Edward był też w kierownictwie IIG West, grupy mającej na celu badanie zjawisk paranormalnych. Pracował także z Investigation Network, ucząc na warsztatach i demaskując oszustwa jasnowidzów, na przykład Sylvii Browne i Johna Edwarda.
Mark Edward był prelegentem na wielu konferencjach sceptyków. Podczas Skeptrack na konferencji DragonCon 2012 wykonywał pokazy jasnowidzenia i zademonstrował techniki używane przez znanych jasnowidzów, takie jak zimny odczyt, przed widownią pełną sceptyków. Podczas odczytu pt. Psychic Readings for Fun and Prophet, wyjaśnił, że nikt tak naprawdę nie może czytać w myślach, ani rozmawiać z umarłymi, ale ludzi da się oszukać i zaoferował wiele przykładów, jak tego dokonać.
Na konferencji QEDcon 2014 jego wystąpienie miało tytuł Psychic Blues: Using Guerrilla Skepticism To Fight Psychic Fraud. Opowiadał, że ma dość oszustw jasnowidzów i zachęcał ich do przyłączenia się do jego ruchu. Wyświetlił nagranie pokazujące jak on, wraz z grupą sceptyków, demonstrowali na występie Sylvii Browne i nakreślił plan jak uczestnicy konferencji mogą zorganizować podobne protesty. Na tej samej konferencji zasiadał w panelu o magii i sceptycyzmie, razem z Paulem Zenonem, Richardem Wisemanem i Deborah Hyde.

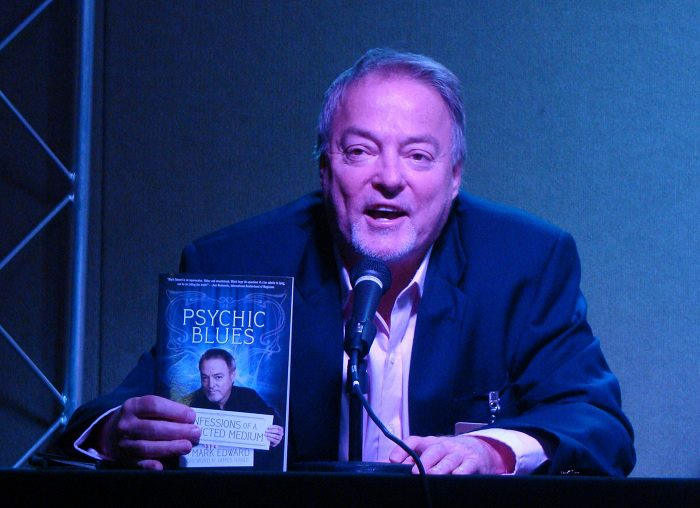
Prelekcja o „Psychic Blues” na Dragon Con 2012
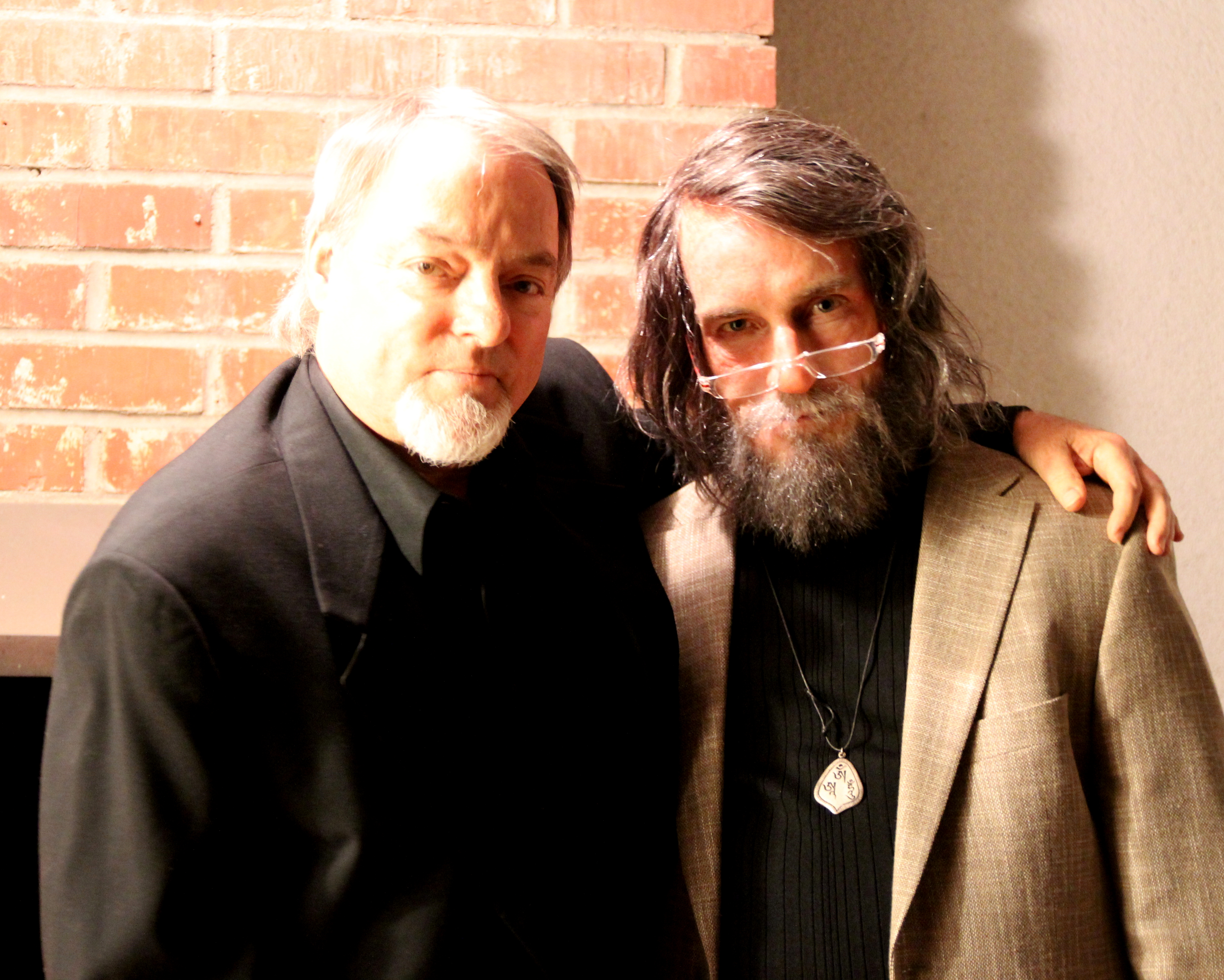
Mark Edward i Jeff Probst (przebrani za jasnowidzów) 2013
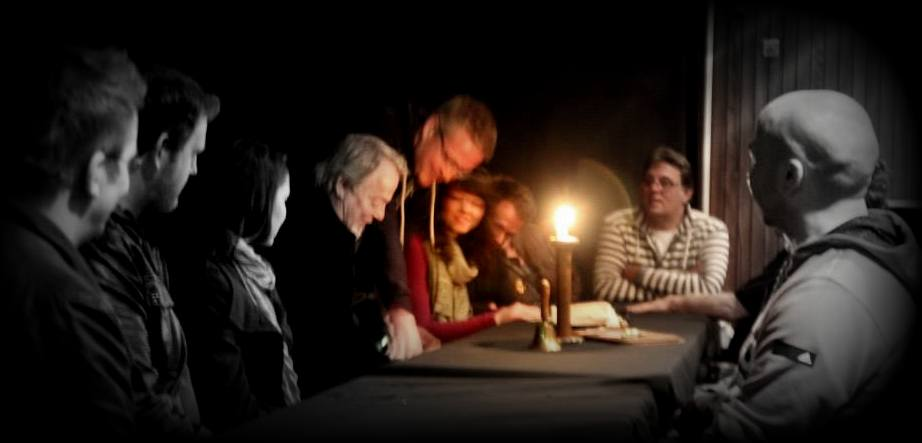
„Czarny Seans” w The Edinburgh Secret Society, 2014
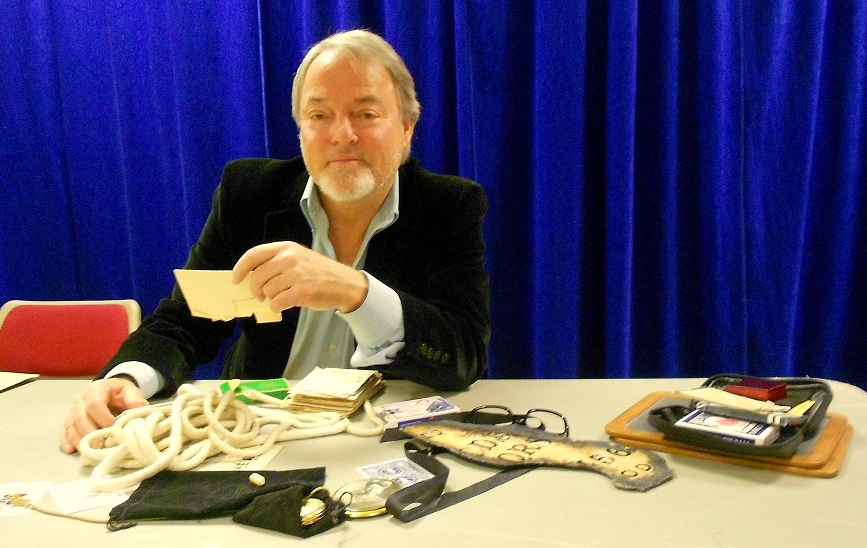
Prelekcja dla Scottish Magicians Ring, kwiecień 2014
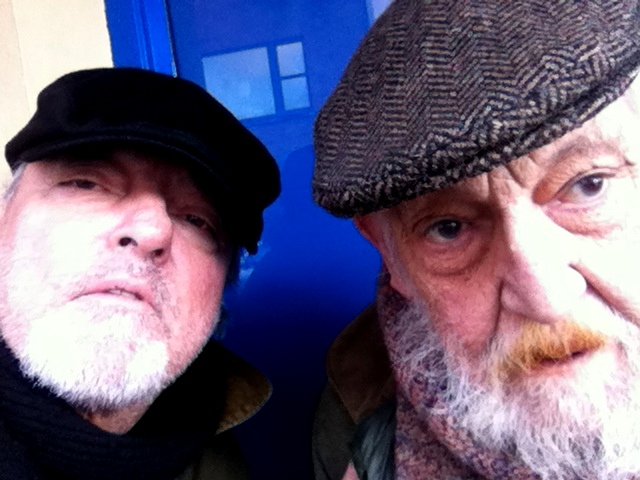
Mark Edward z Tonym Doc Shielsem, 2015
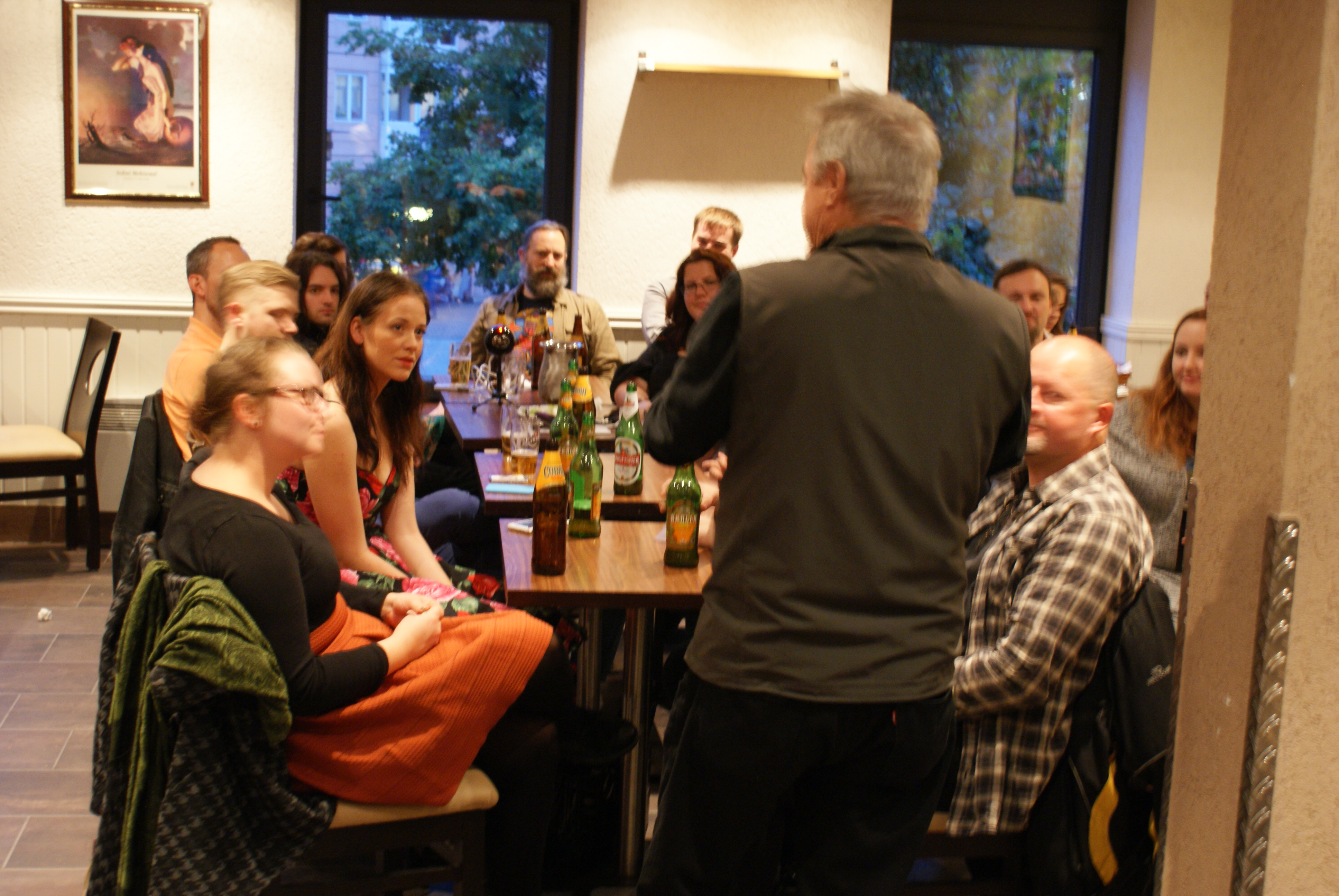
Mark Edward podczas spotkania Skeptics in the Pub w Oslo, 2015

## Książki

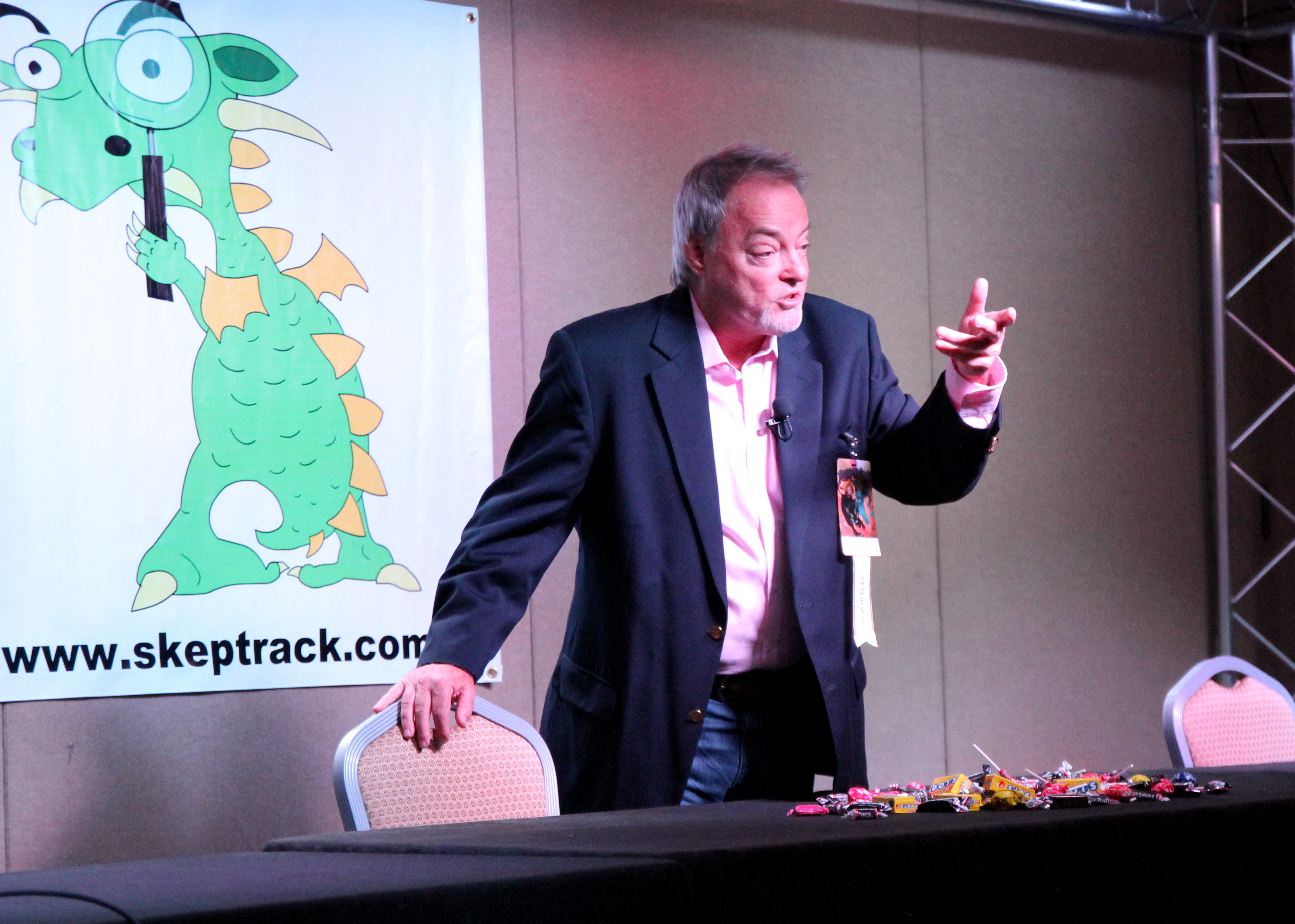
Wykład podczas Skeptrack na konferencji Dragon Con we wrześniu 2012

| Year | Title                                                                                     |
| ---- | ----------------------------------------------------------------------------------------- |
| 1997 | Restless Plots                                                                            |
| 1997 | Mediums, Well Done!                                                                       |
| 1998 | Psi-Lines: A Book of Psychic Quotes                                                       |
| 1999 | Sense and Séance                                                                          |
| 2000 | Confessions of a 900 Psychic                                                              |
| 2000 | How to Increase Your Income with ESP                                                      |
| 2001 | Silentium                                                                                 |
| 2002 | Loose Ends: Leaves from a Medium’s Notebook                                               |
| 2002 | Bundles                                                                                   |
| 2003 | Hand Springs                                                                              |
| 2004 | Top Ten Mentalism with Cards                                                              |
| 2005 | Graphick: How to Read Handwriting for Fun and Profit                                      |
| 2009 | Psychic Blues: Confessions From a Happy Medium                                            |
| 2010 | Tenebrae                                                                                  |
| 2012 | Psychic Blues: Confessions of a Conflicted Medium, ISBN 1-936239-27-2 ISBN 978-1936239276 |